# Cyanopterus incompositus
Cyanopterus incompositus är en stekelart som först beskrevs av Szepligeti 1914.  Cyanopterus incompositus ingår i släktet Cyanopterus och familjen bracksteklar. Inga underarter finns listade i Catalogue of Life.